# Chlorotettix nigrolabes
Chlorotettix nigrolabes är en insektsart som beskrevs av Delong 1945. Chlorotettix nigrolabes ingår i släktet Chlorotettix och familjen dvärgstritar. Inga underarter finns listade i Catalogue of Life.